# Luminescência atmosférica

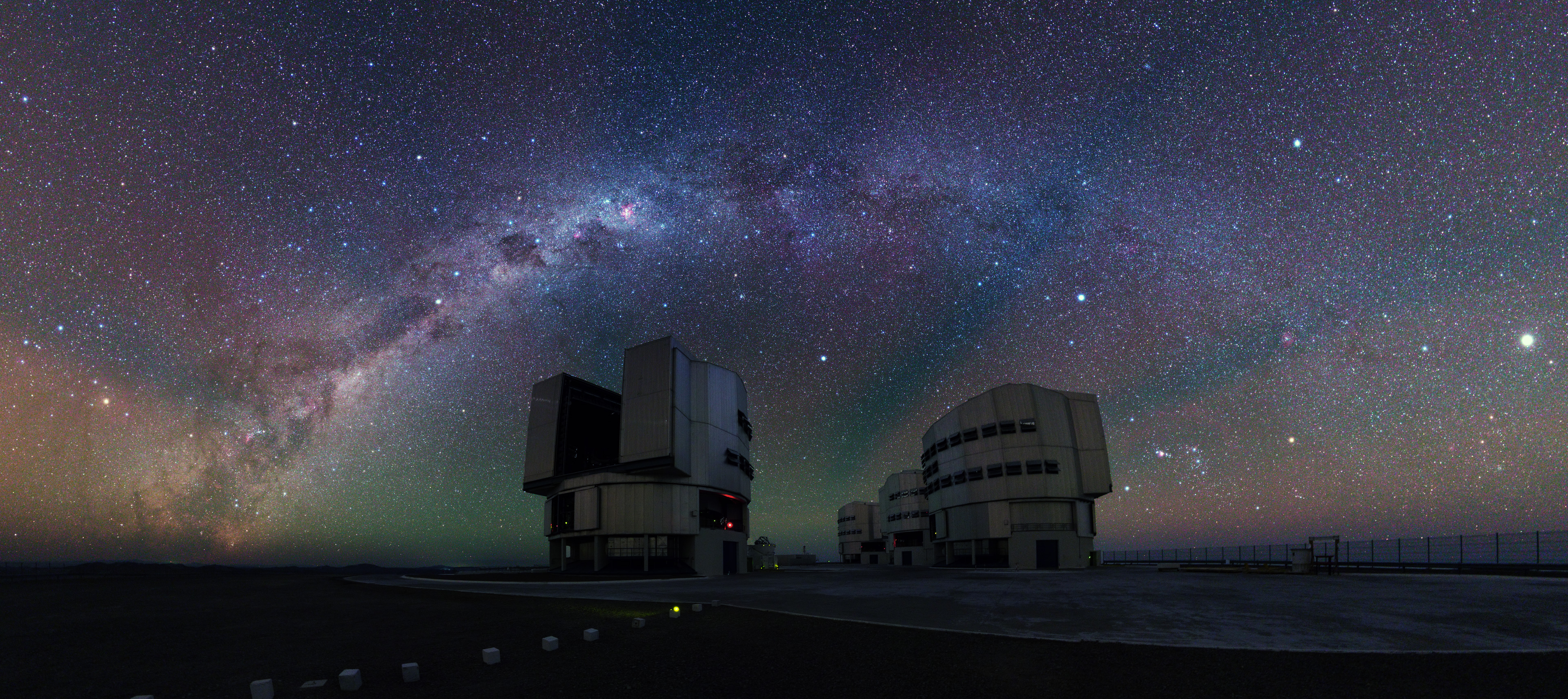
Brilho aéreo sobre a plataforma VLT.

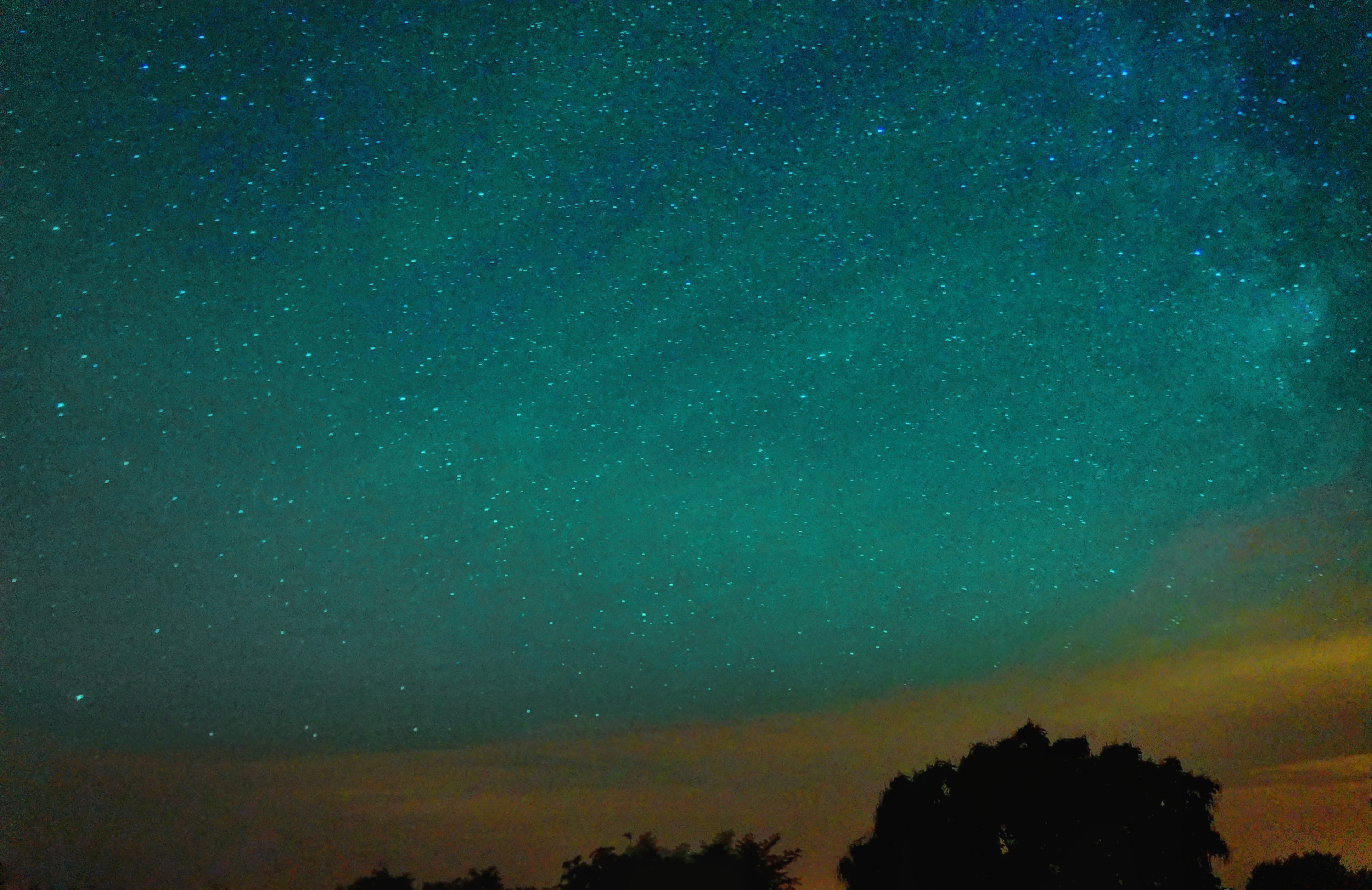
Luminescência atmosférica em Auvergne (França) no dia 13 de Agosto de 2015.

Luminescência atmosférica, ou de airglow, é a emissão fraca de luz em uma atmosfera planetária. No caso da atmosfera terrestre, este fenômeno faz com que a noite não seja completamente escura, mesmo tomando em consideração os efeitos da luz de estrelas distantes e luz proveniente do Sol difusa graças à atmosfera.